# 韓敬
韓敬（1584年—？），字求仲，一字简与，号止修。浙江湖州府归安县（今浙江吴兴）軍籍，乌程县人。明末狀元，政治人物。

## 生平
早年受業於湯賓尹。好佛学，曾追隨雲棲蓮池大師。万历三十七年己酉科順天府乡试第八名举人，萬曆三十八年，侍郎王圖主持会试，湯賓尹為分校官。會試時，韓敬的試卷為其他考官所棄，湯賓尹越房搜得此卷，堅決要求蕭雲舉、王圖等人將韓敬錄取為第一名。此後廷试亦取得第一名。本年闰三月授翰林院修撰，三十九年四月患病回籍。四十年十月，汤宾尹遭给事中孫振基弹劾，奪官，韩敬亦被令冠帶閑住。汤显祖卻为韩敬叫屈。此后又丁忧在家，服阕後，萬曆四十六年十月上疏奏辯申冤，礼部左侍郎何宗彦奏請結案，四十七年三月降二级，调南京别衙门用。

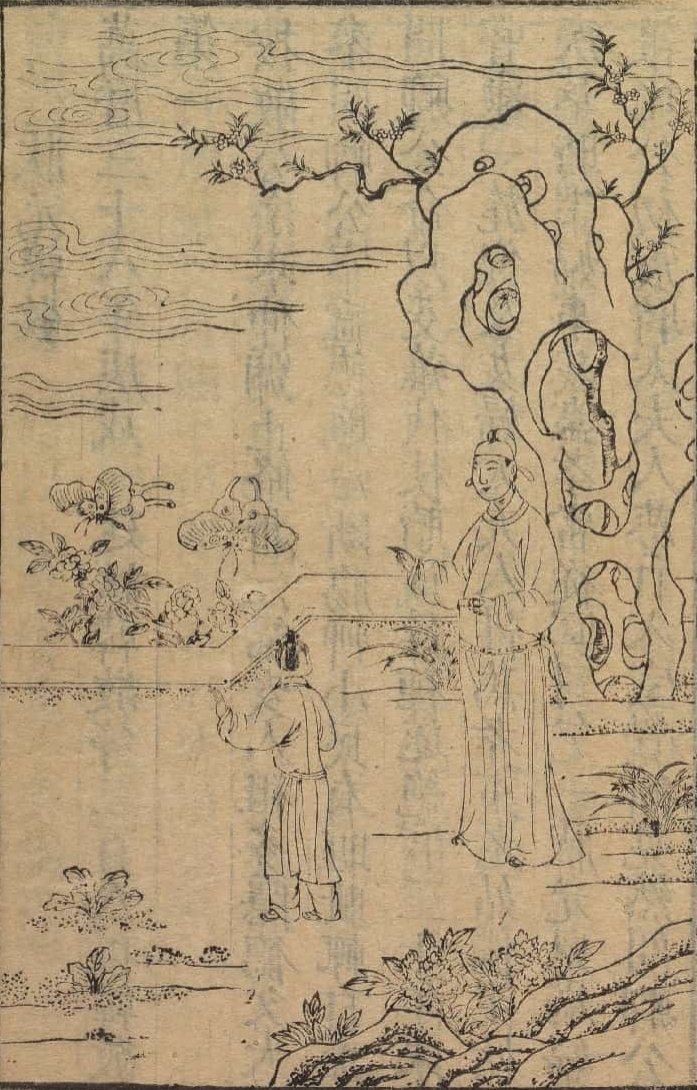
韓敬

## 著作
天啟四年（1624年）韓敬仿照《水浒传》一百單八將的方式撰寫《東林點將錄》，後王绍徽將其編輯成書，並進獻給魏忠賢。

## 家族
曾祖韓繼，誥贈江西布政司左參政；祖父韓志孝，累贈江西布政司左參政；父韓紹，辛未進士，陝西行太僕寺卿、前吏科右、兵科左給事中；母沈氏（誥封淑人）。具慶下。兄敏求（監生）；敏德（庠生）。